# Herrarnas slopestyle i snowboard vid olympiska vinterspelen 2014
Herrarnas slopestyle i snowboard vid olympiska vinterspelen 2014 hölls på skidanläggningen Roza Chutor extrempark, i Krasnaja Poljana, Ryssland, mellan den 6 och 8 februari 2014. Det var första gången som man tävlade i slopestyle i OS-sammanhang. 
Tävlingen bestod av en kvalomgång, en semifinalomgång och en finalomgång. Kvalomgången bestod av två heat, där de fyra bästa i varje heat kvalificerade sig direkt för final, medan de övriga gick till en semifinalomgång. De fyra bästa i semifinalomgången gick vidare till final, vilket innebar att finalen bestod av 12 åkare.

## Schema
| Datum      | Tid   | Omgång     |
| ---------- | ----- | ---------- |
| 6 februari | 10:00 | Kvalomgång |
| 8 februari | 9:30  | Semifinal  |
| 8 februari | 12:45 | Final      |

## Resultat

### Kvalomgång
Kvalomgången bestod av två heat med 15 respektive 14 åkare, där de fyra främsta i varje heat gick vidare till final och de övriga gick till en semifinal.
Heat 1
| P  | Nr | Idrottare             | Nation         | Åk 1  | Åk 2  | Bäst Res. |
| -- | -- | --------------------- | -------------- | ----- | ----- | --------- |
| 1  | 8  | Ståle Sandbech        | Norge          | 45,25 | 94,50 | 94,50     |
| 2  | 12 | Peetu Piiroinen       | Finland        | 90,75 | 80,00 | 90,75     |
| 3  | 7  | Sebastien Toutant     | Kanada         | 74,25 | 87,25 | 87,25     |
| 4  | 14 | Jamie Nicholls        | Storbritannien | 62,25 | 86,75 | 86,75     |
| 5  | 10 | Chas Guldemond        | USA            | 86,00 | 19,25 | 86,00     |
| 6  | 1  | Billy Morgan          | Storbritannien | 76,25 | 85,50 | 85,50     |
| 7  | 5  | Niklas Mattsson       | Sverige        | 82,75 | 57,25 | 82,75     |
| 8  | 6  | Emil Andre Ulsletten  | Norge          | 27,25 | 79,75 | 79,75     |
| 9  | 3  | Charles Reid          | Kanada         | 54,50 | 75,50 | 75,50     |
| 10 | 9  | Alexej Sobolev        | Ryssland       | 63,00 | 28,50 | 63,00     |
| 11 | 11 | Scotty James          | Australien     | 36,00 | 44,00 | 44,00     |
| 12 | 13 | Lucien Koch           | Schweiz        | 32,00 | 29,25 | 32,00     |
| 13 | 4  | Yuki Kadono           | Japan          | 31,00 | 16,50 | 31,00     |
| 14 | 15 | Mathias Weissenbacher | Österrike      | 18,00 | 28,75 | 28,75     |
| 15 | 2  | Torgeir Bergrem       | Norge          | 25,00 | 24,75 | 25,00     |

Heat 2
| P  | Nr | Idrottare               | Nation    | Åk 1  | Åk 2  | Bäst Res. |
| -- | -- | ----------------------- | --------- | ----- | ----- | --------- |
| 1  | 19 | Maxence Parrot          | Kanada    | 91,75 | 97,50 | 97,50     |
| 2  | 18 | Roope Tonteri           | Finland   | 33,75 | 95,75 | 95,75     |
| 3  | 21 | Sven Thorgren           | Sverige   | 94,25 | 36,75 | 94,25     |
| 4  | 16 | Gjermund Braaten        | Norge     | 12,75 | 91,25 | 91,25     |
| 5  | 20 | Seppe Smits             | Belgien   | 88,25 | 91,00 | 91,00     |
| 6  | 25 | Clemens Schattschneider | Österrike | 90,00 | 24,25 | 90,00     |
| 7  | 24 | Mark McMorris           | Kanada    | 29,50 | 89,25 | 89,25     |
| 8  | 22 | Sage Kotsenburg         | USA       | 86,50 | 81,50 | 86,50     |
| 9  | 29 | Ryan Stassel            | USA       | 81,00 | 28,75 | 81,00     |
| 10 | 17 | Jan Scherrer            | Schweiz   | 74,50 | 18,75 | 74,50     |
| 11 | 23 | Ville Paumola           | Finland   | 54,75 | 21,25 | 54,75     |
| 12 | 27 | Janne Korpi             | Finland   | 49,75 | 49,75 | 49,75     |
| 13 | 26 | Seamus O'Connor         | Irland    | 33,50 | 40,00 | 40,00     |
| 14 | 28 | Adrian Krainer          | Österrike | 24,25 | 16,00 | 24,25     |

### Semifinal
Semifinalen bestod av 21 åkare som kommit femma eller sämre i deras respektive heat i kvalomgången. De fyra främsta i semifinalen gick vidare till finalen.
| P  | Nr | Idrottare               | Nation         | Åk 1      | Åk 2      | Bäst Res. |
| -- | -- | ----------------------- | -------------- | --------- | --------- | --------- |
| 1  | 1  | Billy Morgan            | Storbritannien | 90,75     | 35,50     | 90,75     |
| 2  | 22 | Sage Kotsenburg         | USA            | 89,00     | 90,50     | 90,50     |
| 3  | 24 | Mark McMorris           | Kanada         | 55,50     | 89,25     | 89,25     |
| 4  | 4  | Yuki Kadono             | Japan          | 84,75     | 80,50     | 84,75     |
| 5  | 20 | Seppe Smits             | Belgien        | 77,50     | 84,50     | 84,50     |
| 6  | 29 | Ryan Stassel            | USA            | 83,25     | 81,75     | 83,25     |
| 7  | 10 | Chas Guldemond          | USA            | 13,25     | 79,75     | 79,75     |
| 8  | 11 | Scotty James            | Australien     | 77,25     | 19,00     | 77,25     |
| 9  | 26 | Seamus O'Connor         | Irland         | 60,75     | 70,25     | 70,25     |
| 10 | 27 | Janne Korpi             | Finland        | 41,00     | 68,50     | 68,50     |
| 11 | 17 | Jan Scherrer            | Schweiz        | 64,25     | 23,50     | 64,25     |
| 12 | 9  | Alexej Sobolev          | Ryssland       | 20,00     | 57,50     | 57,50     |
| 13 | 6  | Emil Andre Ulsletten    | Norge          | 22,50     | 56,75     | 56,75     |
| 14 | 3  | Charles Reid            | Kanada         | 46,25     | 43,50     | 46,25     |
| 15 | 5  | Niklas Mattsson         | Sverige        | 44,75     | 36,50     | 44,75     |
| 16 | 2  | Torgeir Bergrem         | Norge          | 37,50     | 26,75     | 37,50     |
| 17 | 25 | Clemens Schattschneider | Österrike      | 29,50     | 26,25     | 29,50     |
| 18 | 15 | Mathias Weissenbacher   | Österrike      | 14,00     | 28,50     | 28,50     |
| 19 | 23 | Ville Paumola           | Finland        | 25,25     | 22,75     | 25,25     |
| 20 | 13 | Lucien Koch             | Schweiz        | 16,25     | 20,75     | 20,75     |
| —  | 28 | Adrian Krainer          | Österrike      | Deltog ej | Deltog ej | Deltog ej |

### Final
Sage Kotsenburg från USA vann herrarnas final med ett åk som gav 93,50 poäng
| P  | Nr | Idrottare         | Nation         | Åk 1  | Åk 2  | Bäst Res. |
| -- | -- | ----------------- | -------------- | ----- | ----- | --------- |
| 1  | 22 | Sage Kotsenburg   | USA            | 93,50 | 83,25 | 93,50     |
| 2  | 8  | Ståle Sandbech    | Norge          | 27,00 | 91,75 | 91,75     |
| 3  | 24 | Marc Mcmorris     | Kanada         | 33,75 | 88,75 | 88,75     |
| 4  | 21 | Sven Thorgren     | Sverige        | 83,75 | 87,50 | 87,50     |
| 5  | 19 | Maxence Parrot    | Kanada         | 47,00 | 87,25 | 87,25     |
| 6  | 14 | Jamie Nichollis   | Storbritannien | 85,50 | 46,50 | 85,50     |
| 7  | 12 | Peetu Piiroinen   | Finland        | 78,50 | 81,25 | 81,25     |
| 8  | 4  | Yuki Kadono       | Japan          | 53,00 | 75,75 | 75,75     |
| 9  | 7  | Sebastien Toutant | Kanada         | 54,50 | 58,50 | 58,50     |
| 10 | 1  | Billy Morgan      | Storbritannien | 38,00 | 39,75 | 39,75     |
| 11 | 18 | Roope Tonteri     | Finland        | 31,50 | 39,00 | 39,00     |
| 12 | 16 | Gjermund Bråten   | Norge          | 20,50 | 24,75 | 24,75     |